# El barco (sèrie de televisió)
El barco és una sèrie de televisió espanyola produïda per Globomedia per a la cadena privada Antena 3, estrenada el 17 de gener de 2011. Combina elements de drama, misteri i acció.

## Argument
Un cataclisme mundial, provocat per un fatal accident a Ginebra (Suïssa) durant la posada en marxa de l'accelerador de partícules, portarà la tripulació i els alumnes del vaixell-escola Estrella Polar a viure la major aventura de la seva vida. Aïllats i conscients que només es tenen els uns als altres, el vaixell passarà a convertir-se en la seva única llar.

## Personatges
- Ricardo Montero (Juanjo Artero)
- Ulises Garmendia (Mario Casas)
- Ainhoa Montero (Blanca Suárez)
- Julia Wilson (Irene Montalà)
- Julián de la Cuadra (Luis Callejo)
- Ernesto Gamboa (Juan Pablo Shuk)
- Salomé Palacios (Neus Sanz)
- Burbuja (Iván Massagué)
- Vilma Llorente (Marina Salas)
- Piti Gironés (Javier Hernández)
- Estela Montes (Giselle Calderón)
- Ramiro Medina (David Seijo)
- Andrés Palomares (Bernabé Fernández)
- Valeria Montero (Patricia Arbues)

### Antics
- Leonor (Belén Rueda)
- Tom (Guillermo Barrientos)
- Dulce (†) (Paloma Bloyd)
- Víctor (Daniel Ortiz)
- Sol (+) (Alba)

## Episodis i audiències.[2]
| Capítol           | Nom                               | Data d'emissió                | Audiència | Share | Ver |
| ----------------- | --------------------------------- | ----------------------------- | --------- | ----- | --- |
| PRIMERA TEMPORADA |                                   |                               |           |       |     |
| 1 (1)             | Un millón de millas               | Dilluns 17 de gener de 2011   | 4.769.000 | 23,4% |     |
| 2 (2)             | Echando la caña                   | Dilluns 24 de gener de 2011   | 4.324.000 | 20,5% |     |
| 3 (3)             | El fantasma pirata                | Dilluns 31 de gener de 2011   | 4.188.000 | 20,4% |     |
| 4 (4)             | Un mundo bajo el mar              | Dilluns 7 de febrer de 2011   | 4.107.000 | 20,2% |     |
| 5 (5)             | El graznido                       | Dilluns 14 de febrer de 2011  | 3.834.000 | 18,8% |     |
| 6 (6)             | Elecciones                        | Dilluns 21 de febrer de 2011  | 4.010.000 | 19,9% |     |
| 7 (7)             | Perdidos                          | Dilluns 28 de febrer de 2011  | 3.829.000 | 19,0% |     |
| 8 (8)             | Pesca Mayor                       | Dilluns 7 de març de 2011     | 4.079.000 | 20,2% |     |
| 9 (9)             | Un punto en el rádar              | Dilluns 21 de març de 2011    | 3.996.000 | 19,8% |     |
| 10 (10)           | Niebla                            | Dilluns 28 de març de 2011    | 4.306.000 | 21,3% |     |
| 11 (11)           | La ley del mar                    | Dilluns 4 d'abril de 2011     | 4.175.000 | 20,8% |     |
| 12 (12)           | El hombre de Liverpool            | Dilluns 11 d'abril de 2011    | 3.992.000 | 20,3% |     |
| 13 (13)           | Esperando un milagro              | Dilluns 25 d'abril de 2011    | 4.208.000 | 23,1% |     |
| SEGONA TEMPORADA  |                                   |                               |           |       |     |
| 1 (14)            | No estamos solos                  | Dijous 8 de setembre de 2011  | 2.905.000 | 19,8% |     |
| 2 (15)            | El oscuro visitante               | Dijous 15 de setembre de 2011 | 2.707.000 | 16,9% |     |
| 3 (16)            | La última balsa del Queen América | Dijous 22 de setembre de 2011 | 2.913.000 | 17,6% |     |
| 4 (17)            | Las tripas de Bobby, el oso       | Dijous 29 de setembre de 2011 | 2.690.000 | 15,6% |     |
| 5 (18)            | ¿Quién teme al lobo feroz?        | Dijous 6 d'octubre de 2011    | 3.058.000 | 17,4% |     |
| 6 (19)            | Camarón que se duerme...          | Dijous 13 d'octubre de 2011   | 3.084.000 | 17,9% |     |
| 7 (20)            | Los pies en el cemento            | Dijous 20 d'octubre de 2011   | 3.168.000 | 17,7% |     |
| 8 (21)            | La sirena                         | Dijous 27 d'octubre de 2011   | 2.987.000 | 15,7% |     |
| 9 (22)            | El cura y el doctor Frankenstein  | Dijous 3 de novembre de 2011  | 3.025.000 | 16,9% |     |
| 10 (23)           | El extraño caso del pato Manolito | Dijous 10 de novembre de 2011 | 3.901.000 | 16,3% |     |
| 11 (24)           | Una de fantasmas                  | Dijous 17 de novembre de 2011 | 3.082.000 | 17,1% |     |
| 12 (25)           | Un barco en el espejo             | Dijous 24 de novembre de 2011 | 2.899.000 | 16,7% |     |
| 13 (26)           | Mentiras y cabaret                | Dijous 1 de desembre de 2011  | 3.163.000 | 17,8% |     |
| 14 (27)           | La noche de Reyes                 | Dijous 5 de gener de 2012     | 2.109.000 | 12,6% |     |